# Haliclona hornelli
Haliclona hornelli är en svampdjursart som först beskrevs av Arthur Dendy 1916.  Haliclona hornelli ingår i släktet Haliclona och familjen Chalinidae. Inga underarter finns listade i Catalogue of Life.